# Pensione paura
Pour plus de détails, voir Fiche technique et Distribution.
Pensione paura est un film hispano-italien réalisé par Francesco Barilli et sorti en 1978.

## Synopsis
Pendant la Seconde Guerre mondiale, Marta tient une pension de famille délabrée au bord d'un lac alors que son mari est engagé au front. Elle s'occupe avec l'aide de sa fille Rosa et d'un serveur alcoolique d'une clientèle peu recommandable composée de deux prostituées, de quelques fugueurs et d'autres personnes mystérieuses.
Une nuit, Marta est retrouvée morte au bas d'un escalier, après avoir fait une chute dans le noir. C'est alors que Rosa se retrouve soudainement seule, incapable de gérer la situation. Pour ne rien arranger, elle se trouve à la merci d'hôtes dangereux et sans scrupules. Une nuit, une vieille cliente de la pension l'invite dans sa chambre. Marta se rend dans sa chambre mais elle y trouve à la place le jeune et beau Rodolfo, l'amant de la vieille dame. Rodolfo viole alors Rosa de façon sadique. Rosa s'enfuit dès qu'elle le peut et se réfugie dans sa chambre, toute bouleversée.
Dans le même temps, les jours passent, la nourriture se fait rare et la gestion de la pension devient de plus en plus difficile : les clients, en plus de ne pas payer, deviennent de plus en plus exigeants. Rosa n'a que Guido pour ami, un garçon sensible qui lui propose souvent de l'aider et avec qui elle passe des moments d'insouciance.
Par une nuit pluvieuse, un homme vêtu de noir fait irruption dans la pension et assassine de façon barbare Rodolfo et sa maîtresse avec une hache. En découvrant les cadavres, Rosa est plus désemparée que jamais. Elle décide finalement de les cacher dans les caves de la maison d'hôtes, autrefois utilisée comme station thermale. Rosa continue d'espérer que son père reviendra un jour pour la libérer de cet enfer. Une nuit, elle est attaquée par deux trafiquants de bijoux, convaincus que la jeune fille en cache. En réalité, les bijoux avaient été volés par Rodolfo. Rosa parvient à s'échapper mais elle est alors retenue par des clients qui veulent l'impliquer dans une sorte d'orgie. La jeune fille parvient à se libérer en criant, et c'est alors un homme mystérieux fait irruption et rafale les différents invités avec des mitraillettes.
Rosa croit d'abord que l'homme mystérieux est son père. En réalité, il se cache un autre homme derrière le chapeau tiré sur le visage : il lui révèle qu'il faisait partie d'un bataillon avec son père, mort à la guerre il y a quelque temps. Il embrasse Rosa passionnément et lui dit qu'elle doit quitter sa pension et le suivre : il s'occupera de son avenir. Rosa, cependant, choquée par les événements, ne se résigne pas à ce que son père soit mort. La jeune fille avoue alors à l'homme que c'est elle qui, déguisée en homme, a tué Rodolfo et sa maîtresse avec une hache pour se venger des violences qu'elle avait subi. L'homme ne fait pas attention aux détails et insiste pour que Rosa quitte la pension et le suive. Incrédule à la nouvelle tragique de la mort de son père et secouée par les événements violents qui l'ont impliquée, Rosa perd la raison et, après l'avoir embrassé, assassine son sauveur avec un pistolet. Après quoi elle s'enferme dans la pension débordant de cadavres, en attendant le retour de son père. Ce n'est qu'à ce moment-là que l'on se rend compte que la jeune fille est devenue complètement folle : en effet, elle écrit une lettre à son père pour le supplier de revenir et lui écrire que rien n'a changé depuis son départ.

## Fiche technique
- Titre original italien : Pensione paura[1],[2]
- Titre espagnol : La violaciòn de la señorita Julia
- Réalisation : Francesco Barilli
- Scenario : Barbara Alberti, Amedeo Pagani (it)
- Photographie :	Gualtiero Manozzi
- Montage : Amedeo Salfa
- Musique : Adolfo Waitzman
- Décors : Vincenzo Dazzi
- Costumes : Paola Rossetti
- Maquillage : Franco Schioppa
- Production : Tommaso Dazzi, Paolo Fornasier
- Société de production : Aleph Cinematografica (Rome), Alexandra Films (Madrid)
- Pays de production :  Italie -  Espagne
- Langue originale : Italien
- Format : Couleur - 1,85:1 - Son mono - 35 mm
- Durée : 92 minutes
- Genre : Giallo
- Dates de sortie :
  - Italie : 16 février 1978

## Distribution
- Leonora Fani : Rosa
- Luc Merenda : Rodolfo
- Lidia Biondi : Marta, la mère de Rosa
- Wolfango Soldati : ami du père de Rosa
- Francisco Rabal : l'amant de Marta
- Jole Fierro : l'ancienne amante de Rodolfo.
- Josè Maria Prada : client retraité
- Massimo Valverde
- Francesco Impeciati : Guido
- Carlo Totti
- Maria D'Alessandro
- Arnaldo Caivano
- Diala Caruso
- Luigi De Santis

## Production
Après avoir terminé Le Parfum de la dame en noir, il faut quatre ans à Francesco Barilli pour revenir à la réalisation . Barilli dit avoir finalement fait ce film parce qu'il n'avait pas été autorisé à faire le film qu'il voulait faire initialement. L'un des films que Barilli voulait réaliser s'intitulait L'occhio, lorsqu'il a été approché par le producteur Tommaso Dazzi qui l'a jugé trop cher et lui a présenté le scénario de Pensione paura,. Barilli déclare avoir accepté l'offre de réaliser le film seulement parce qu'il avait besoin d'argent.
Le tournage commence à Manziana en août 1977. Barilli et le producteur Tommaso Dazzi se disputent fréquemment sur le plateau car Barilli tourne des scènes qui ne sont pas dans le scénario, une part d'improvisation qui déplaît fortement à Dazzi.
Le film avait un cadre inhabituel, que le critique Roberto Curti décrit comme une « œuvre unique en son genre » qui n'entrait pas dans la case de l'horreur gothique, du giallo ou du drame psychologique, mais combinait des éléments de tous ces genres. 